# Kapelaan van Zijne Heiligheid

Wapen van een Kapelaan van Zijne Heiligheid

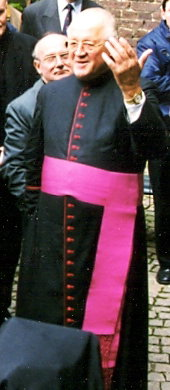
Een Kapelaan van Zijne Heiligheid (Mgr. Richard Schulte) in klein paars: zwarte toog met paarse bies, paarse sjerp, maar zonder paars kalot, borstkruis en ring

Kapelaan van Zijne Heiligheid (of: kapelaan van de Paus) is een eretitel die aan een priester kan worden gegeven die zich op een bepaalde manier bijzonder verdienstelijk heeft gemaakt.
De aanvraag moet door de plaatselijke bisschop worden gedaan. Na toekenning van de titel mag de priester aan wie de titel is verleend zich monseigneur laten noemen en klein paars dragen. Hiermee wordt bedoeld: een zwarte toog met paarse zoom en een paarse sjerp. Om zich te onderscheiden van een bisschop dragen de kapelaans van Zijne Heiligheid (indien gewenst) een zwarte hoed (dus geen paars) of een zwarte bonnet met paarse pluis (een bisschop heeft volledig paars en een 'gewone' priester heeft volledig zwart) en dragen zij geen bisschopsring of borstkruis.
De titel kapelaan van Zijne Heiligheid wordt alleen verleend aan seculiere priesters, die geen lid zijn van een orde of congregatie.
Sinds 1968 is Kapelaan van Zijne Heiligheid de laagste -en daarmee een vrij frequent toegekende- eretitel voor geestelijken. Een hogere titel is die van ereprelaat van Zijne Heiligheid. De hoogste eretitel is die van apostolisch protonotaris.
Vóór 1968 bestond de eretitel van boventallig geheimkamerheer van de Paus. Door het motu proprio Pontificalis Domus van 28 maart 1968 werd deze eretitel opgeheven. De voormalige boventallige geheimkamerheren gingen voortaan door het leven als kapelaans van Zijne Heiligheid. 